# Câmara Municipal de Głogów

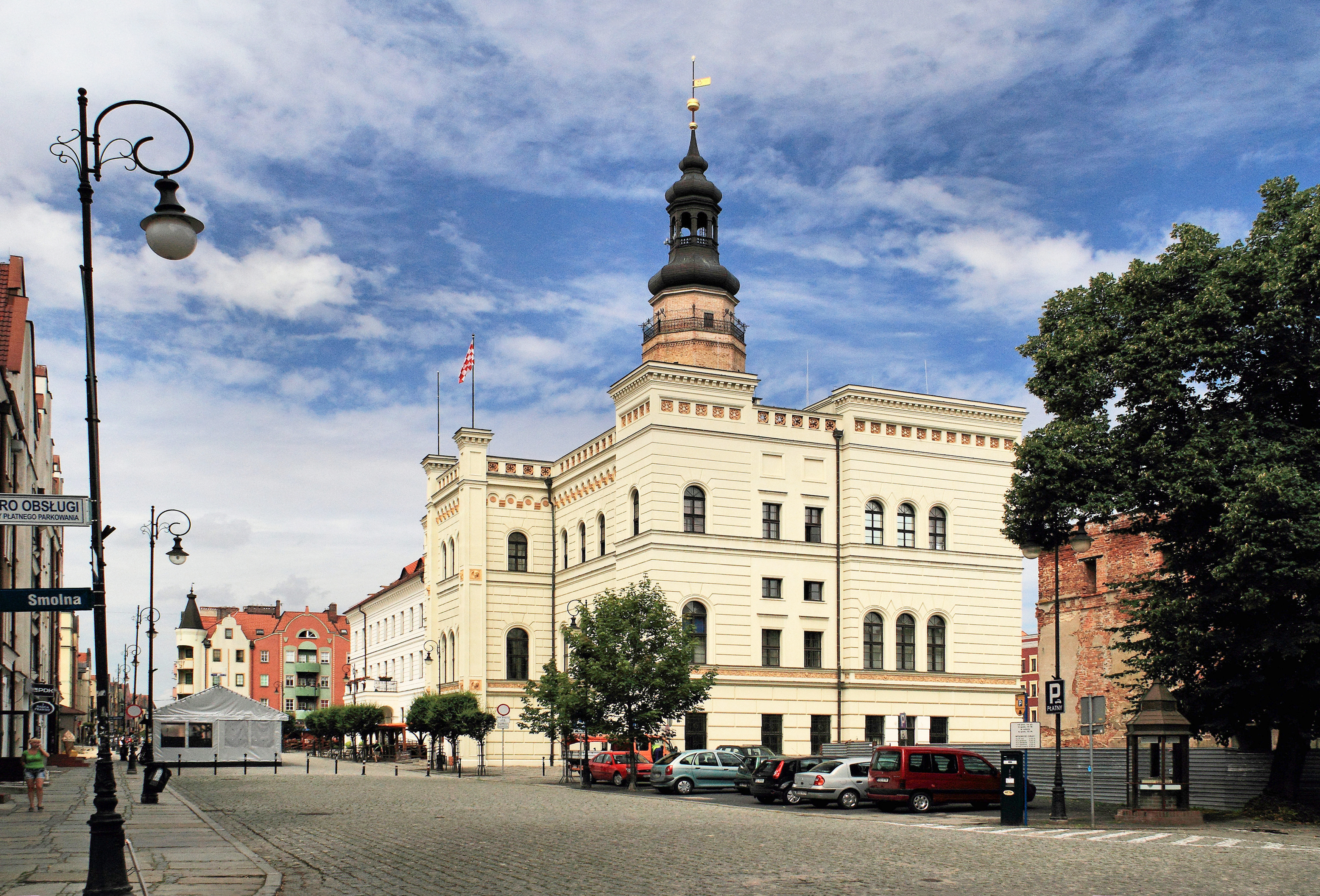
Câmara Municipal de Głogów

Os primórdios da Câmara Municipal de Głogów remontam ao final do século XIII, ou seja, quando a cidade foi fundada por Konrad I Głogowski, aquando da construção duma torre de atalaia. Com o tempo, o edifício foi expandido e em 1349 foi construída em Głogów uma prefeitura de tijolos de duas alas. No entanto, o edifício foi destruído por incêndios em 1420 e 1433. O maior incêndio ocorreu em 1574, após o qual a câmara municipal foi reconstruída em estilo renascentista, e a torre foi coroada com uma cúpula. A vista do objeto dessa época foi reconstruida no século XVIII a partir de um desenho de Friedrich Bernhard Werner, publicado na obra Topographia Seu Compendium Silesiae.
A prefeitura perdeu sua forma renascentista durante uma reconstrução completa nos anos 1823-1835 de acordo com o projeto do arquiteto A. Soller. Naquela época, foram criadas duas alas contrastantes: a ocidental com traços do classicismo prussiano e a oriental, construída no então em voga estilo florentino.
No século XIX, o relógio da torre da prefeitura tinha a posição oposta dos ponteiros – o grande marcava horas, pequenos minutos. Foi causa de casos frequentes e mal-entendidos entre visitantes e habitantes locais. Os habitantes de Głogów sentiram uma espécie de orgulho, tratando o relógio como um símbolo peculiar de sua cidade. Mais tarde, na prefeitura de Głogów, o tempo foi medido por um relógio da fábrica de relógios de Weiss em Głogów, que ganhou uma medalha de ouro na Exposição Mundial de Viena em 1873.
Um faixa com uma suástica foi hasteada pela primeira vez na prefeitura de Głogów em 5 de março de 1933. Durante as lutas por Głogów em 1945, a prefeitura foi seriamente danificada e incendiada. Apenas seus fragmentos inferiores permaneceram da torre.
A decisão de reconstruir a Câmara Municipal na forma que tinha após a reconstrução de 1835 foi tomada pela câmara municipal em janeiro de 1984, e as obras de construção foram realizadas a partir de Maio de 1984. Este investimento consumiu o montante de 14 milhões de PLN ao longo de 18 anos. Em 2000, a ala oeste do edifício estava sendo concluída. Desde 2002, a prefeitura atende novamente os habitantes da cidade e abriga a prefeitura.
A torre, com 80,35 m de altura (a torre da prefeitura mais alta da Silésia e a segunda da Polônia — depois da prefeitura de Gdansk; mais baixa do que a original de 1720 em 13 cm), foi reconstruída em 1994-1996, com base no estado de 1720. Sua base é quadrada e acima dela se torna um octógono. Em 2016, foi anunciado um concurso para reboco da torre. Também foi reconstruído um relógio com dial de 3,55 m de diâmetro e, na altura de 47,07 m, um mirante.
Na ala oriental, no rés-do-chão, preservam-se valiosos interiores, principalmente da viragem do estilo gótico e renascentista. Um dos quartos tem abóbada de rede, apoiada num pilar central. A sala adjacente é decorada com uma abóbada cristalina.
A Rádio Elka Głogów (89,6 MHz; ERP 0,2 kW) transmite da torre da prefeitura.